# 瑪麗·華生·惠特尼
瑪麗·華生·惠特尼（英語：Mary Watson Whitney，1847年9月11日—1921年1月20日）是一名美國天文學家，曾擔任瓦薩學院天文台台長達22年。在她的指導下，共發表了102篇科學論文。

## 早年生活和教育
惠特尼於1847年9月11日出生在麻薩諸塞州沃爾瑟姆。她的母親是瑪麗·沃森·克雷霍爾（Mary Watson Crehore），父親是塞繆爾·布特里克·惠特尼（Samuel Buttrick Whitney）。她的父親在房地產方面很成功，也很富有，足以為她提供當時女性所需的良好教育。她在沃爾瑟姆上學，據說她在數學方面表現優異。惠特尼於1863年從公立高中畢業。在1865年進入瓦薩學院之前，她接受了一年的私人補習，在那裡她遇到了天文學家瑪麗亞·米切爾。在她就讀瓦薩學院期間，她的父親去世，她的兄弟在海上失蹤。她於1868年取得學位。
1869年至1870年，惠特尼在哈佛大學的班傑明·皮爾斯門下學習四元數和天體力學。當時，哈佛大學不允許女性作為學生，因此她是以訪客的身份參加皮爾斯的課程。1871年，惠特尼成為瓦薩學院校友會的第一任主席。1872年，她獲得瓦薩學院的碩士學位。她隨後在蘇黎世生活了三年，學習數學和天體力學。

## 職業生涯

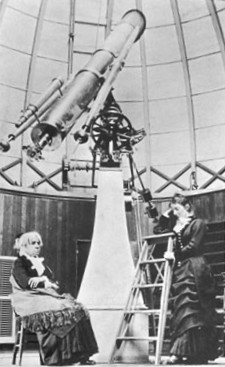
惠特尼（右）與瑪麗亞·米切爾在瓦薩學院天文台，1877年左右

回到美國後，惠特尼在1876年至1881年間成為沃爾瑟姆高中的教師，直到她成為瑪麗亞·米切爾在瓦薩學院的助理。米切爾於1888年退休後，惠特尼成為該校的教授和天文台主任，直到1915年因健康理由退休。
惠特尼將她的教學和研究重點放在與雙星、變星、小行星、彗星和攝影板測量相關的主題上。在她的指導下，瓦薩學院天文台發表了102篇文章。1889年，惠特尼的母親和妹妹都生病了，惠特尼把她們搬到了天文台，在那裡她可以照顧她們並繼續她的兼職工作。兩年後，母親和妹妹相繼去世，她便恢復了全職工作。
惠特尼是美國科學促進會的研究員，也是天文和天體物理學會（Astronomical and Astrophysical Societ）的特許會員。1902年，她成為麻薩諸塞州南塔克特瑪麗亞·米切爾協會的第一任會長。
惠特尼相信科學能為婦女提供強大的職業機會。她希望婦女很快會在實用化學、建築、牙科和農業等領域變得更加活躍，因為這些領域的利潤較高，而且在惠特尼看來，特別適合婦女。此外，她相信科學訓練能讓她們成為好母親，這與20世紀初的傳統觀念不謀而合。她還資助提高女性在科學領域的地位。1908年，當瑪麗亞·米切爾天文台在南塔克特建成時，惠特尼募集資金資助了一名女性研究員。惠特尼一直在瓦薩學院天文台工作和生活，直到1915年退休。在她的遺囑中，她遺贈了5,000美元給瓦薩學院，以支持女性的研究。

## 晚年生活
惠特尼因肺炎於1921年1月20日在沃爾瑟姆去世，享年73歲。1923年，為了紀念惠特尼，在瓦薩學院天文台舉行了青銅浮雕肖像的揭幕儀式。

## 外部連結
- Whitneygen.org
- 开放图书馆中瑪麗·華生·惠特尼的著作